# Voie birmane vers le socialisme
La voie birmane vers le socialisme (မြန်မာ့နည်းမြန်မာ့ဟန် ဆိုရှယ်လစ်စနစ်) fait référence à la politique socialiste instaurée en Birmanie de 1962 à 1988 par le gouvernement de Ne Win à la suite du coup d'État qui avait renversé le gouvernement de U Nu. De manière plus spécifique, la voie birmane vers le socialisme est une convention écrite en avril 1962 par le Conseil de l'union révolutionnaire (en), peu après le coup d'État, faisant office de plan de développement économique et misant sur la réduction de l'influence étrangère et l'augmentation de l'influence militaire.
Décrite comme marxiste, anti-occidentale, neutraliste et socialiste, la voie birmane vers le socialisme est caractérisée par une forte dépendance à la force militaire et met l'emphase sur la population rurale et le nationalisme birman. En janvier 1963, la voie birmane vers le socialisme est décrite dans une politique publique appelée système de corrélation entre l'homme et son environnement (လူနှင့် ပတ်ဝန်းကျင်တို့၏ အညမည သဘောတရား), qui se réclame du bouddhisme, de l'humanisme et du socialisme,.

## Contexte
Sous la direction de U Nu, la Birmanie adopte des politiques économique socialistes qui amène un faible développement économique au cours des années 1950. Le 28 octobre 1958, à la suite de la division de son parti en deux factions, U Nu, qui s'est maintenu de justesse à la suite d'une motion de non-confiance du parlement, nomme Ne Win comme premier ministre par intérim afin de ramener l'ordre. Ce dernier réalise avec succès la tâche lors de la période connue sous le nom de « gouvernement intérimaire de Ne Win » et prépare le coup d'état. U Nu gagne l'élection de février 1960 (en) et Ne Win lui redonne le pouvoir le 4 avril de la même année.
La stabilité est de courte durée alors que le mouvement fédéraliste, aspirant à une fédération « souple », est perçu comme un mouvement séparatiste revendiquant le droit de sécession après 10 ans accordé par la constitution de la Birmanie de 1947.

## Analyse
La voie birmane vers le socialisme a été décrite par divers chercheurs comme étant xénophobe et superstitieuse, un « échec lamentable » ayant transformé l'un des pays les plus prospères d'Asie en l'un des pays les plus pauvres du monde,,,,. Cependant, elle a peut-être permis d'augmenter la stabilité intérieure du pays, ce qui lui aurait évité, contrairement aux autres pays d'Asie du sud-est, d'être impliqué dans la Guerre froide.